# Епархия Цидиессуса
Епархия Цидиессуса (лат. Dioecesis Cidyessensis) — упразднённая епархия Константинопольского патриархата, в настоящее время титулярная епархия Римско-Католической церкви.

## История
Античный город Цидиессус находился в диоцезе Азия и идентифицируется сегодня с археологическими раскопками «Buca», находящимися на территории современной Турции.
С V по IX век город Цидиессус был центром епархии одноимённой епархии, которая входила в митрополию Лаодикии Фригийской.
С 1874 года епархия Цидиессуса является титулярной епархией Римско-Католической церкви.

## Греческие епископы
- епископ Ираклий (упоминается в 451 году);
- епископ Андрей (упоминается в 787 году);
- епископ Фома (упоминается в 879 году).

## Титулярные епископы
- епископ José Terrés O.P.[1] (21.04.1874 — 2.04.1906);
- епископ Lajos Rajner (14.06.1906 — 27.03.1920);
- епископ Natale Gabriele Moriondo O.P. (28.06.1920 — 19.05.1922) — назначен епископом Казерты;
- епископ Antonín Čech (3.01.1923 — 26.08.1929);
- епископ Paulin-Joseph-Justin Albouy M.E.P. (27.03.1930 — 11.04.1946) — назначен архиепископом Наньнина;
- епископ Клод-Филипп Байе M.E.P. (10.04.1947 — 18.12.1965) — назначен епископом Убона;

## Источник
- Annuario Pontificio, Libreria Editrice Vaticana, Città del Vaticano, 2003, стр. 794, ISBN 88-209-7422-3
- Pius Bonifacius Gams, Series episcoporum Ecclesiae Catholicae, Leipzig 1931, стр. 445  (лат.)
- Michel Lequien, Oriens christianus in quatuor Patriarchatus digestus, Parigi 1740, Tomo I, coll. 801—802  (лат.)